# Nguyễn Xuân Thục
Nguyễn Xuân Thục (chữ Hán: 阮旾俶,; 1762 - 1827), người huyện Quảng Phúc (hay Quảng Phước, nay thuộc thị xã Ninh Hòa, tỉnh Khánh Hòa) từng làm Phó sứ Sơn Lăng lo việc xây cất lăng Thiên Thọ (nơi chôn cất vua Gia Long) và các chức vụ quan trọng trong thời nhà Nguyễn.

## Thân thế và sự nghiệp

### Thân thế
Ông Nguyễn Xuân Thục có cha là ông Nguyễn Xuân Tịnh (có nơi viết là Nguyễn Xuân Tĩnh, không rõ năm sinh, mất năm 1817) từng giữ chức Tiền Khâm sai Cai đội được vua Gia Long giao nhiệm vụ di dân mở rộng đất đai về phía Nam vào đầu thế kỷ XVI. Sau khi mất, ông được truy phong là Trung Nghị đại phu Tư trị Thiếu khanh Thái bộc Tự khanh Nguyễn Hầu và được thờ phụng tại miếu Hội Đồng, phường Ninh Đa, thị xã Ninh Hòa, tỉnh Khánh Hòa. 
Mẹ ông Nguyễn Xuân Thục là bà Trần Thị Đường (có nơi viết là Phạm Thị Huyên). Sau khi mất, bà được tuy phong danh hiệu Thục Nhân và an táng tại tổ dân phố Phước Đa 2, phường Ninh Đa, thị xã Ninh Hòa, tỉnh Khánh Hòa.

### Sự nghiệp
Khi vào quân ngũ, Nguyễn Xuân Thục lệ thuộc hậu quân, làm thuộc hạ của tướng Võ Tánh. Năm 1796, ông làm chức Tham luận của vệ Tiền Kích. Năm 1799, ông theo Võ Tánh phò trợ Nguyễn Ánh tiến đánh và chiếm được thành Quy Nhơn rồi đổi tên thành Bình Định, sau đó ở lại theo phó tướng Nguyễn Văn Biện trấn giữ Sa Lung. 
Năm 1800, Thiếu phó Trần Quang Diệu và Tư đồ Vũ Văn Dũng thống lĩnh quân Tây Sơn tiến đánh thành Bình Định, Võ Tánh và Ngô Tùng Châu ở lại giữ thành. Sau một năm bị vây hãm đến cùng đường, Võ Tánh tự thiêu tại lầu Bát Giác, Ngô Tùng Châu dùng thuốc độc tự vẫn. Nguyễn Xuân Thục bị quân Tây Sơn bắt sung vào quân ngũ, đóng ở Mân Khê. Về sau, ông Thục bỏ trốn sang quân Lê Văn Duyệt rồi sau đó được triệu về.
Năm 1804, Nguyễn Xuân Thục giữ chức Ký Lục của dinh Trấn Biên (nay thuộc thành phố Biên Hòa), sau đó chuyển qua làm chức Cai Bạ trấn Vĩnh Thanh thuộc thành Gia Định (nay là một phần của tỉnh Vĩnh Long và tỉnh An Giang). 
Năm 1813, ông làm Hữu Tham Tri bộ Hình (quản lý việc đề xuất sửa đổi luật pháp; xem xét lại những vụ án còn khuất tất; cân nhắc quyết định giam phạm nhân vào ngục cấm...), sau đó chuyển sang làm Hữu Tham Tri bộ Binh có hàm Tòng nhị phẩm (quản lý việc tuyển chọn các chức quan võ và binh sĩ; dạy học, kiểm tra và điều động quân lính cho các trận chiến; khen phạt trong quân...) đồng thời được phong tước Thục Thiện hầu.
Năm 1814, ông Nguyễn Xuân Thục làm Hiệp Trấn trấn Thanh Hóa (nay là tỉnh Thanh Hóa).
Ngày 14 tháng 10 năm 1817, vua Gia Long ban hành Chiếu chỉ đề cập: "Nguyễn Xuân Thục trong thời gian làm cai bạ ở trấn Vĩnh Thanh có vi phạm phép công nên án xét hạ bậc để cảnh cáo" và ông bị giáng làm Thiên Sự bộ Binh. 9 ngày sau, trong Chiếu chỉ ngày 23 tháng 10 năm 1817, vua Gia Long phục chức Hữu Tham Tri Thục Thiện Hầu bộ Binh cho Nguyễn Xuân Thục.
Năm 1820 sau khi vua Gia Long băng hà, Nguyễn Xuân Thục đã được vua Minh Mạng triệu về kinh đô Huế giữ chức Phó sứ Sơn Lăng lo việc xây cất lăng Thiên Thọ (nơi chôn cất vua Gia Long). Sau đó ông được giao đến thành Gia Định làm Hữu Tham Tri bộ Hộ (quản lý việc phân chia đất ruộng và nhân công cày cấy; thu tô thuế, phân chia tiền bạc; quản lý kho chứa chất và bình ổn giá cả thị trường) và bộ Công (quản lý việc xây dựng cung điện, dinh thự, thành trì, thủy lợi; tu tạo tàu bè, thuê thợ đóng thuyền, mua vật liệu). 
Năm Minh Mạng thứ 2 (năm 1821), Nguyễn Xuân Thục làm chức quan coi thi ở thành Gia Định. Bốn năm sau (tức năm 1825), Nguyễn Xuân Thục giữ chức Thượng thư bộ Binh. Ngày 18 tháng 7 cùng năm, ông chuyển sang làm Thượng thư bộ Lễ.
Năm 1826, Nguyễn Xuân Thục được phong làm Chánh chủ khảo kỳ thi Hội.

## An táng
Năm Minh Mạng thứ 8 (năm 1827), Nguyễn Xuân Thục xin nghỉ việc về quê chữa bệnh được vài tháng thì qua đời, hưởng thọ 65 tuổi. Ngày 02 tháng 6 cùng năm, vua Minh Mạng ra một Chiếu thư ghi rằng: “Nguyễn Xuân Thục từ kinh về quê quán, đột nhiên từ trần. Tưởng nhớ công lao trước thật đau xót. Ngoài khoản tuất cấp theo thường lệ, nay gia ân thưởng tiền ba trăm quan, gấm tiễn ba cây” đồng thời cấp cho một người trông coi mộ phần.
Năm Tự Đức thứ 12 (năm 1859), Nguyễn Xuân Thục được liệt thờ ở đền Mẫu Âu Cơ, xã Hiền Lương, huyện Hạ Hòa, tỉnh Phú Thọ.
Phần mộ thượng thư Nguyễn Xuân Thục tọa lạc trong khuôn viên đất nhà Từ đường thuộc tổ dân phố Phước Đa 2, phường Ninh Đa, thị xã Ninh Hòa, tỉnh Khánh Hòa. Hiện nay, nhà Từ đường là nơi phụng thờ cụ Thượng thư và mẹ ông, đồng thời lưu giữ 23 chiếu chỉ các triều vua Nguyễn bao gồm: 05 chiếu chỉ vua Gia Long và 18 chiếu chỉ vua Minh Mạng ban cho. Hàng năm vào ngày 26 tháng 5 Âm lịch, gia đình tổ chức lễ giỗ Thượng thư Nguyễn Xuân Thục.
Ngày 19 tháng 3 năm 2008, Ủy ban nhân dân tỉnh Khánh Hòa ban hành Quyết định số 703/QĐ-UBND về việc xếp hạng Phần mộ – Từ đường Thượng thư Nguyễn Xuân Thục là di tích lịch sử – văn hóa cấp tỉnh.